# Kanel
Kanel è un centro abitato del Senegal, situato nella Regione di Matam e capoluogo del Dipartimento di Kanel.